# Іорі (Душетський муніципалітет)
Іорі (Душетський муніципалітет) (груз. იორი) — село в Грузії.
За даними перепису населення 2014 року в селі проживає 7 осіб.